# O-fukozilpeptid 3-b-N-acetilglukozaminiltransferaza
O-fukozilpeptid 3-b--acetilglukozaminiltransferaza (EC 2.4.1.222, O-fukozilpeptidna beta-1,3-N-acetilglukozaminiltransferaza) je enzim sa sistematskim imenom UDP-D-GlcNAc:O-L-fukozilpeptid 3-beta-N-acetil-D-glukozaminiltransferaza. Ovaj enzim katalizuje sledeću hemijsku reakciju
prenosi beta-D-GlcNAc ostatak sa UDP-D-GlcNAc na fukozni ostatak fukozilisanog proteinskog akceptora
O-fukozilpeptid 3-beta-N-acetilglukozaminiltransferazas su produkti ivičnig (engl. fringe) gena.

## Literatura
- Nicholas C. Price; Lewis Stevens (1999). Fundamentals of Enzymology: The Cell and Molecular Biology of Catalytic Proteins (Third изд.). USA: Oxford University Press. ISBN 019850229X.
- Eric J. Toone (2006). Advances in Enzymology and Related Areas of Molecular Biology, Protein Evolution (Volume 75 изд.). Wiley-Interscience. ISBN 0471205036.
- Branden C; Tooze J. Introduction to Protein Structure. New York, NY: Garland Publishing. ISBN 0-8153-2305-0.
- Irwin H. Segel. Enzyme Kinetics: Behavior and Analysis of Rapid Equilibrium and Steady-State Enzyme Systems (Book 44 изд.). Wiley Classics Library. ISBN 0471303097.

## Spoljašnje veze
- O-fucosylpeptide+3-beta-N-acetylglucosaminyltransferase на 